# Museo de la Policía de Chipre
El Museo de Policía de Chipre (en griego: Μουσείο Αστυνομίας Κύπρου) es un museo en la isla de Chipre, dedicado a la historia de la aplicación de la ley en el país. Es propiedad de la policía de Chipre y es administrado por el Departamento de A' de la Jefatura de Policía.
El Museo de la Policía está abierto al público de lunes a viernes entre 09:00 y 13:00 y no cobra por admisión.